# Formula–1 emilia-romagnai nagydíj
Az első emilia-romagnai nagydíjat 2020-ban rendezték az Autodromo Enzo e Dino Ferrarin, Imolában. 2020-ban és 2021-ben is a koronavírus-járvány miatt törölt futamok pótlása végett került be a versenynaptárba, de aztán a Formula–1 vezetőségével sikeresen megállapodtak, hogy 2025-ig a versenynaptár része maradhat a nagydíj.

## Futamgyőztesek
| Év   | Versenyző      | Konstruktőr    | Pálya | Összefoglaló |
| ---- | -------------- | -------------- | ----- | ------------ |
| 2025 | Max Verstappen | Red Bull-RBPT  | Imola | Összefoglaló |
| 2024 | Max Verstappen | Red Bull-RBPT  | Imola | Összefoglaló |
| 2023 | Törölve        | Törölve        | Imola | Összefoglaló |
| 2022 | Max Verstappen | Red Bull-RBPT  | Imola | Összefoglaló |
| 2021 | Max Verstappen | Red Bull-Honda | Imola | Összefoglaló |
| 2020 | Lewis Hamilton | Mercedes       | Imola | Összefoglaló |